# Steve Morison
Steven Williams Morison (Enfield, Inglaterra, 29 de agosto de 1983), conocido como Steve Morison, es un exfutbolista y entrenador galés que jugaba como delantero. Desde enero de 2024 dirige al Sutton United F. C.

## Selección nacional
Fue internacional con la selección de Gales en 20 ocasiones y anotó un gol.

## Clubes

### Como jugador
| Club                             | País       | Año       |
| -------------------------------- | ---------- | --------- |
| Northampton Town F. C.           | Inglaterra | 2001-2004 |
| Bishop's Stortford F. C.         | Inglaterra | 2004-2006 |
| Stevenage F. C.                  | Inglaterra | 2006-2009 |
| Millwall F. C.                   | Inglaterra | 2009-2011 |
| Norwich City F. C.               | Inglaterra | 2011-2013 |
| Leeds United F. C.               | Inglaterra | 2013-2015 |
| Millwall F. C. (préstamo)        | Inglaterra | 2013-2014 |
| Millwall F. C.                   | Inglaterra | 2015-2019 |
| Shrewsbury Town F. C. (préstamo) | Inglaterra | 2019      |
| Shrewsbury Town F. C.            | Inglaterra | 2019      |

### Como entrenador
| Club                | País       | Año       |
| ------------------- | ---------- | --------- |
| Cardiff City F. C.  | Gales      | 2021-2022 |
| Hornchurch F. C.    | Inglaterra | 2023-2024 |
| Sutton United F. C. | Inglaterra | 2024-     |